# Тајвански старосједиоци
Тајвански старосједиоци (кин: 原住民; пин: yuánzhùmín) су старосједилачни народ на Тајвану. Представљају групу аустронежанских народа који потичу од становника Тајвана који су живјели на острву прије доласка Хан Кинеза у 17. вијеку.
Данас већина племена признатих од стране Републике Кине је концентрисана у висоровнима Тајвана те говори архаичном скупином језика званом форможански језици, која је сродна малајско-полинежанским језицима, те припада аустронежанској породици језика. Према подацима из године 2004. има око 400.000 припадника те скупине.
Народна Република Кина за тај народ користи израз Гаошан (кин: 高山族; пин: Gāoshān zú; „дословно етнос високих планина”) и држи их на списку 56 етничких група. На Тајвану, ријеч Каошан се користи за домородачке групе које живе у планинама Тајвана, насупрот израза Пингпу (кин: 平埔族; пин: píngpǔ zú; дословно „равничарски етнос”).